# Nora (manga)
Nora es una obra manga creada por Kazunari Kakei que comenzó a publicarse en Japón en 2004. La serie consta de 9 volúmenes inicialmente, aunque debido a su éxito el autor comenzó a elaborar una secuela en 2007: Surebrec, Nora the 2nd. La obra se encuadra dentro del género shōnen fantástico.

## Sinopsis
Nora es un demonio gamberro que trae de cabeza a la Señora del Infierno, Satán. Un día ésta le convierte en "demonio familiar" de Kazuma Magari, un estudiante de instituto con grandes habilidades que se convierte en su amo y en el encargado de su educación. Ambos reciben la misión de destruir a los Demonios del Crimen del mundo de los humanos, y aunque se llevan como el perro y el gato, pronto descubren que forman un equipo formidable.

## Personajes
- Nora: Un demonio asignado a una forma humana, gamberro y revoltoso, también es el Cerbero, el que según la leyenda traerá el caos y el cambio. Por su mal comportamiento la Señora del Infierno, Satán, le asigna como "demonio familiar" de un joven estudiante de bachillerato, Kazuma Magari, con quien se lleva fatal. Ambos reciben la misión de destruir a los Demonios del Crimen.
- Kazuma Magari: Estudiante de segundo de bachillerato, es excepcional en casi todos los campos, incluso es el presidente del Consejo de Estudiantes. Es por esto por lo que la Señora del Infierno lo escoge como amo y encargado de la educación de Nora. Ambos reciben la misión de destruir a los Demonios del Crimen.
- Satán, la Señora del Infierno: Su Majestad Infernal es la reina del Averno y la jefa del Ejército Infernal. Siempre está preocupada por su aspecto y por eso odia que Nora la llame "engendro". Es quien lo asigna como "demonio familiar" de Kazuma Magari, a quien confía su educación.

## Volúmenes

### 1. Pacto. El compañero prohibido
- Capítulo 1: El compañero prohibido: La Señora del Infierno, Satán, convierte al demonio gamberro Nora en "demonio familiar" de Kazuma Magari, un estudiante de instituto que habrá de encargarse de educarlo. Mientras ambos discuten aparece un demonio que les ataca, Nora pide a Kazuma que le conceda permiso para responder al ataque, y cuando éste se lo concede, lanza una magia ignea, los "Colmillos Flamígeros", que dejan al demonio bastante tocado. Pero tras esto Nora y Kazuma vuelven a discutir, por lo que el demonio aprovecha y amordaza a Kazuma, por lo que no puede conceder a Nora permiso para usar su poder. Kazuma consigue soltarse y atravesar al demonio con una estaca, después concede permiso a Nora para rematarlo, por lo que éste usa una magia del éter, la "Reversión Corporal", que lo devuelve a su forma original, la del legendario Cerbero, que aplasta sin problemas al demonio. Tras la batalla, Kazuma acepta la misión de destruir a los Demonios del Crimen que le propone Satán.

- Datos: Q6044688